# دستار

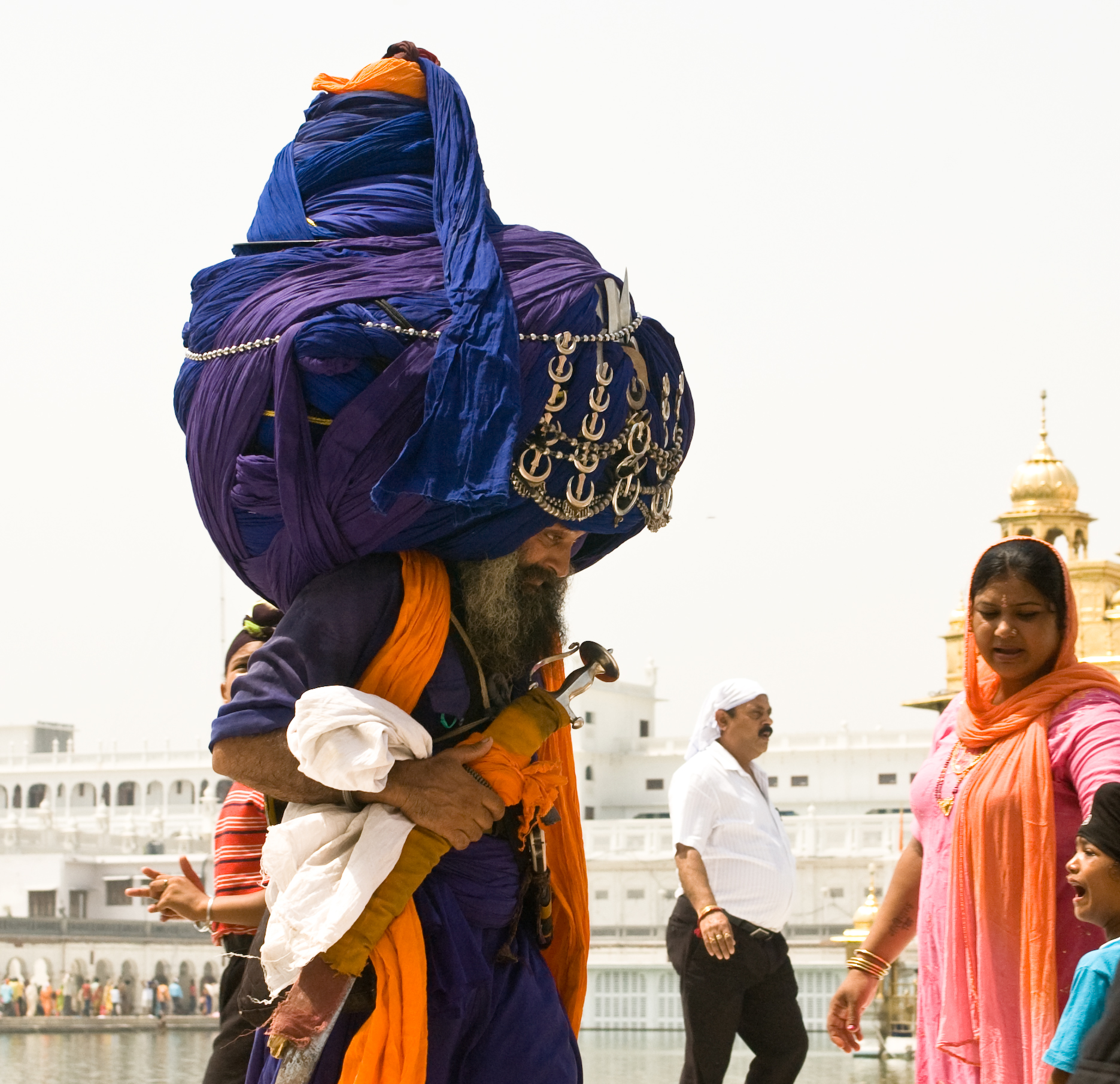
یک سیک با عمامه‌ای تشریفاتی در معبد طلایی

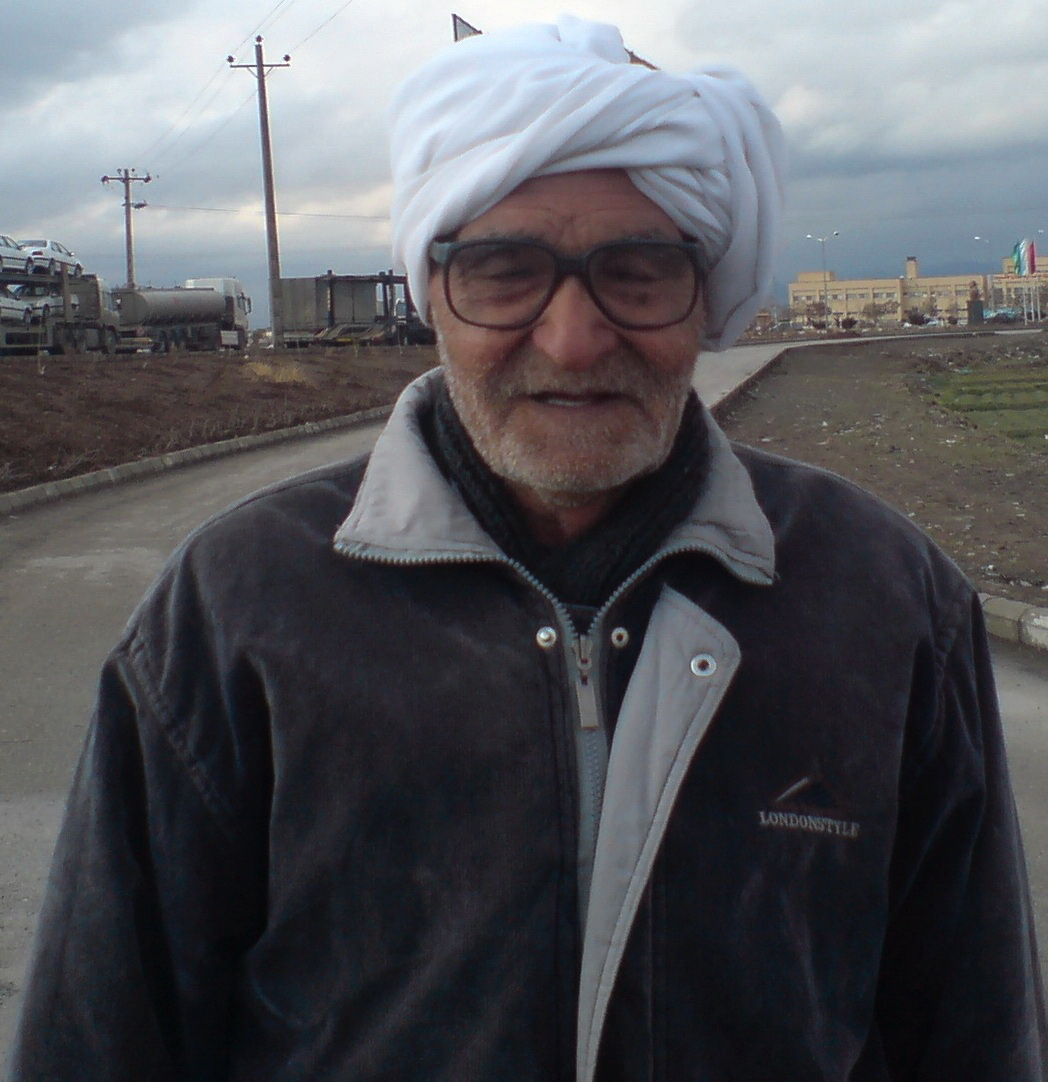
یک پیرمرد نیشابوری با عمامه (دستار).

دستار یا دولبند گونه‌ای سربند با سبک‌های گوناگون میان مردم غرب آسیا و شمال آفریقا و جنوب آسیا است. به شخصی که عمامه بر سر دارد مُعَمَّم می‌گویند. در هندوستان نیز دستار بسته می‌شود، و نیز در میانِ همهٔ روحانیان مسلمان در جهان گونه‌ای از آن بسته می‌شود. در سده‌های میانه، در جهان اسلام همهٔ مردان سعی می‌کردند عمامه یا دستار بر سر بگذارند؛ به‌طوری‌که نداشتنِ آن را نشانهٔ «مست بودن» «مرد نبودن» «خارجی بودن» و نابالغ و… می‌دانستند. پیش از اسلام، عمامه سربندِ زنان مکّه نیز بوده‌است. عمامه می‌تواند به رنگ‌های مختلفی مثل سفید، مشکی، زعفرانی و غیره باشد.

## معنای لغت
ریشه لاتین و یونانی عمامه را «توربان» (Turban) می‌نامند که از زبان فارسی برگرفته شده. فرهنگ دهخدا آورده: «دول بند» دستار و عمّامه را گویند که توربان متداول در فرانسه به معنی عمامه مأخوذ از کلمهٔ دولبند فارسی است. «دول بند» یا «دولبند» (Dolband) در زبان‌ها غربی تبدیل به توربان گشته.

## در فرهنگ‌ها و آیین‌ها

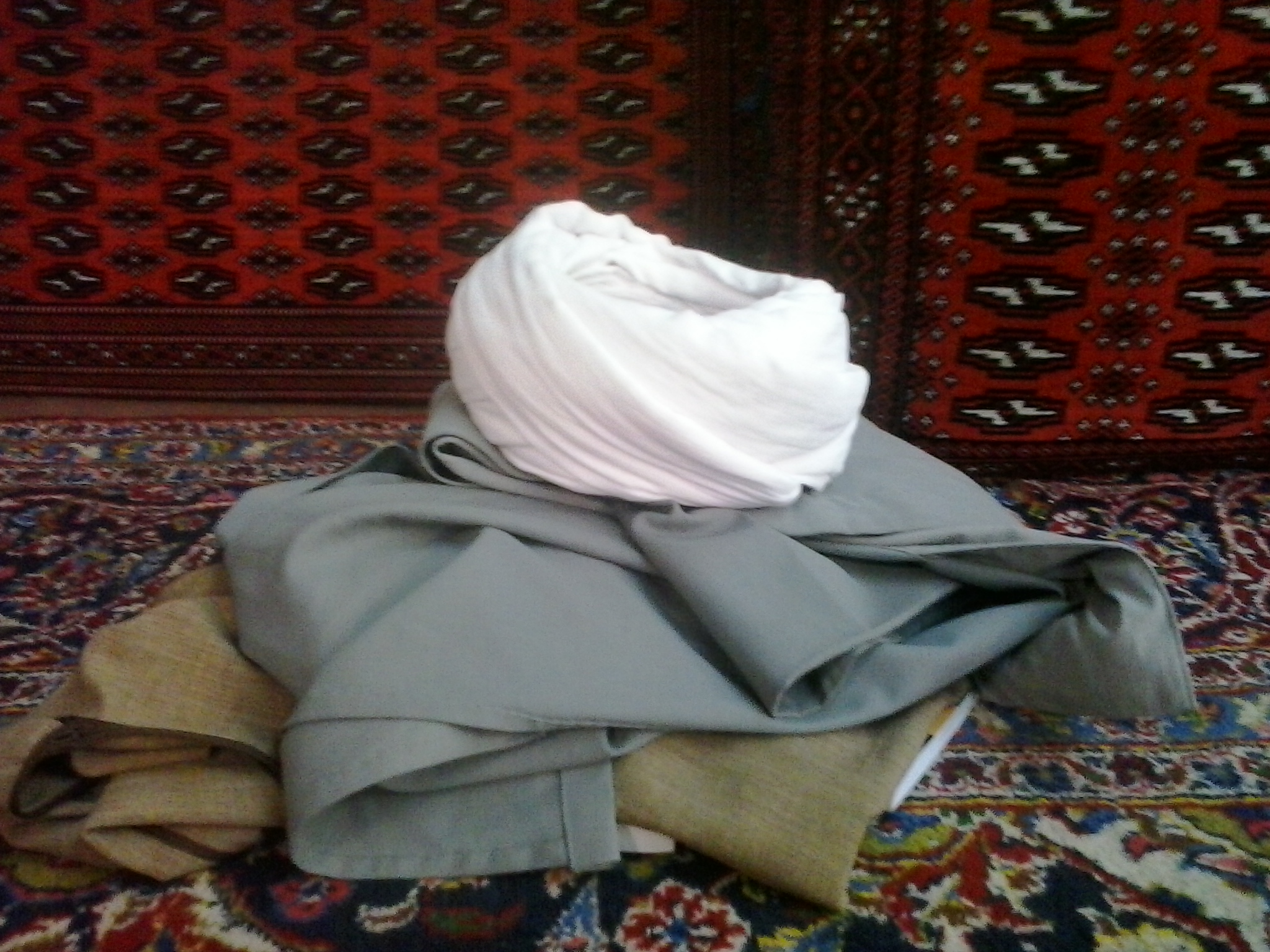
عمامهٔ سفیدرنگ روحانیان شیعی غیر سید

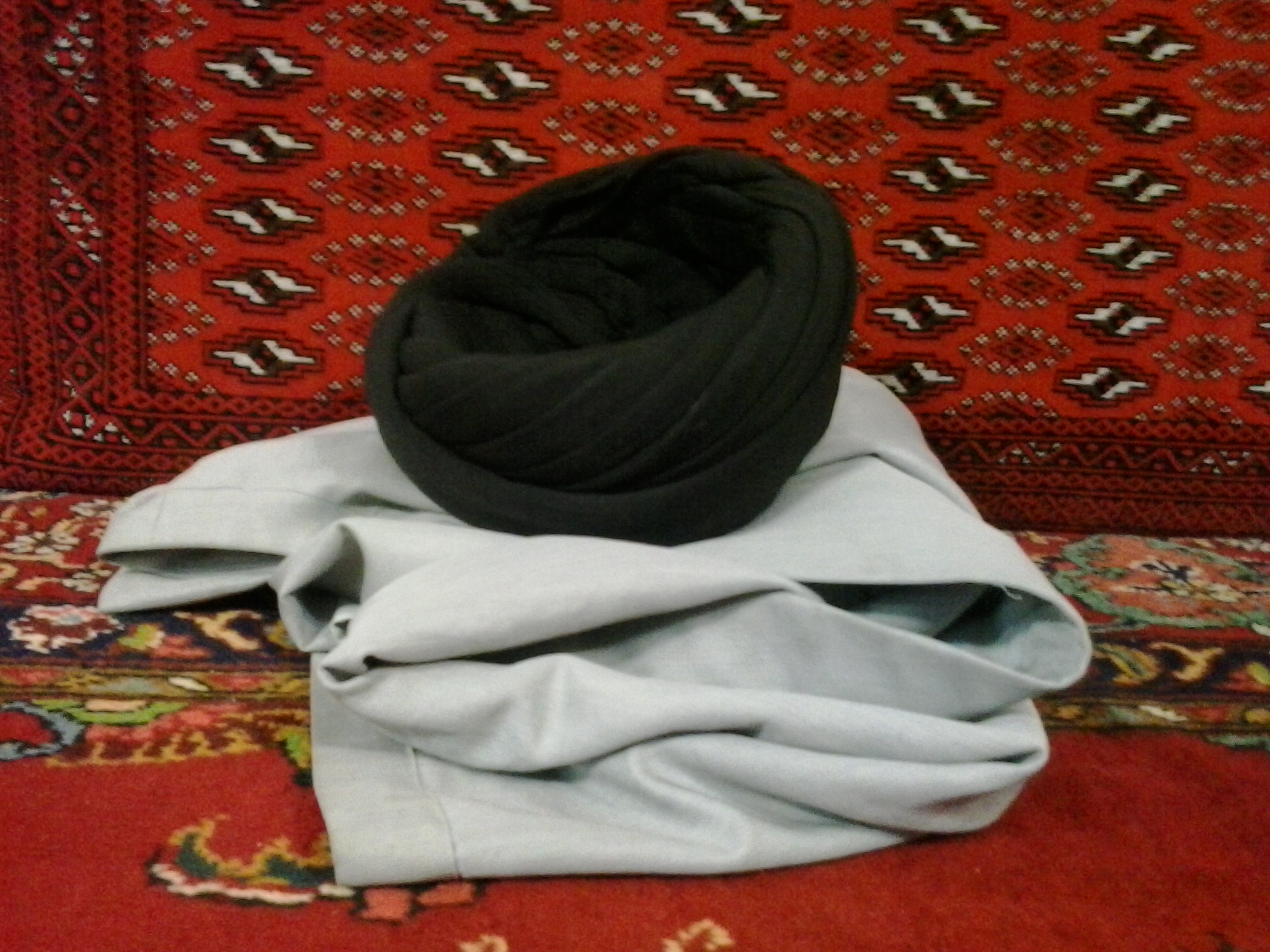
عمامه مشکی‌رنگ روحانیان شیعی سید

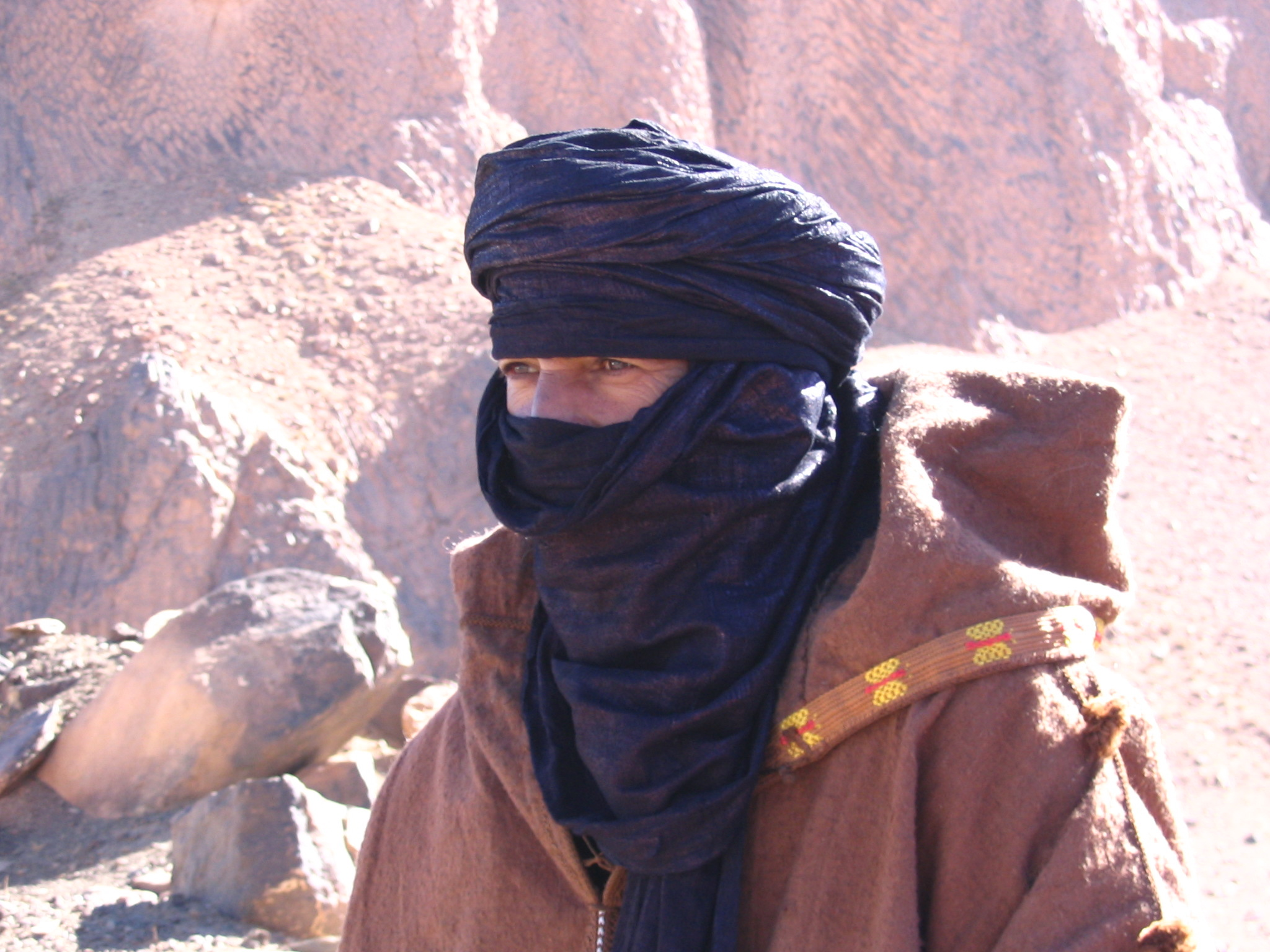
یک صحراگرد در مغرب که از دنبالهٔ عمامه به عنوان نقاب استفاده کرده‌است.

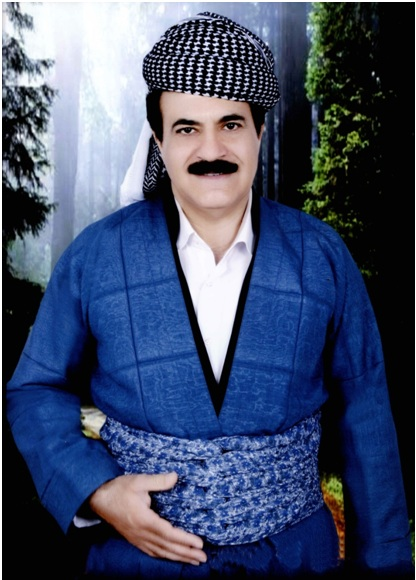
یک مرد کرد با عمامه.

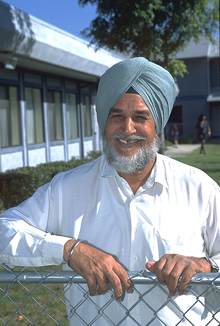
یک مرد هندی و پیروی آیین سیک با عمامهٔ ویژهٔ خود.

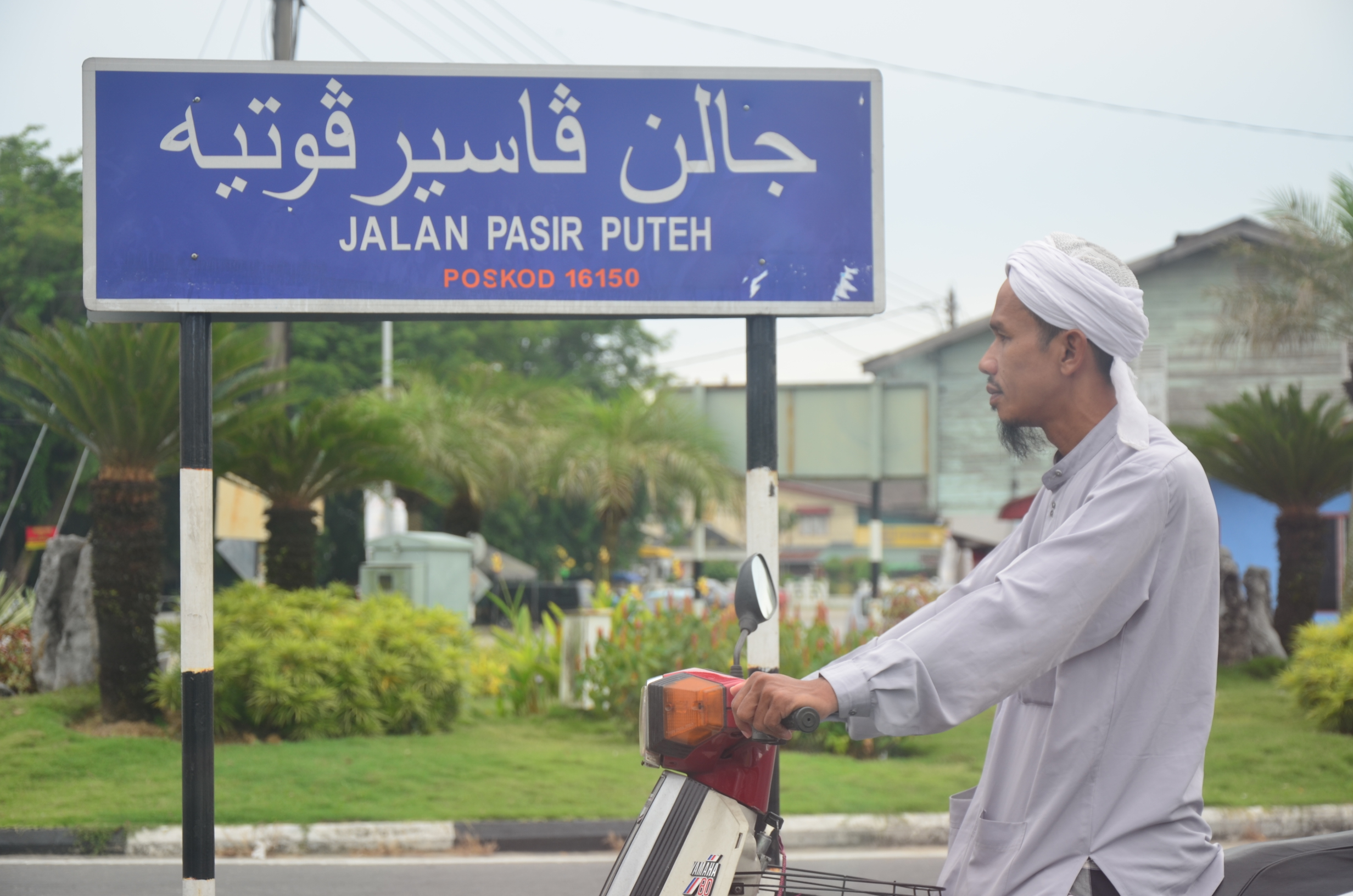
یک مرد مسلمان مالزیایی با عمامهٔ ویژهٔ خود.

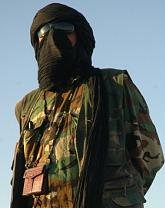
یک مرد از نیجر که از عمامه به عنوان نقاب استفاده کرده‌است.

### تاریخ فرهنگِ اسلامی
در بین مسلمانان در خصوص چگونگی گزینش لباس و انتخاب رنگ آن، شرایط و آداب خاص پیش‌بینی شده‌است. در برخی از روایات یا احادیث به پوشیدن برخی از لباس‌ها برای مردان مسلمان سفارش شده‌است. بزرگان دینی مسلمان نیز از آن‌ها بهره می‌گرفتند تا به عنوان سنّت پذیرفته گردند و مقبول جامعه شود. از جمله لباس‌هایی که در اسلام بدان سفارش شده، عمامه‌است. بزرگان مسلمان و علمای اسلامی و حتی مردم عادی در طول تاریخ از عمامه استفاده می‌کردند، اگر چه رنگ پارچه و شیوه بهره‌گیری از آن به حسب شرایط زمان و مکان تفاوت داشته‌است. در بین اهالی خراسان عمامه یک سربند رایج است که هنوز به شکل محدود بر سر گذاشته می‌شود. در ادبیات فارسی، امیر خسرو سروده‌است:
«اهل نگردد به عمامه سفیه// خر نشود از جل دیبا فقیه»
یک ضرب‌المثل هندی:
«: اگر سر داشته باشی هزاران عمامه هم خواهی داشت.»
در گذشته، عمامه نشانه‌ای برای سلاطین مسلمان به کار برده می‌شد؛ که نظیری از تاج بود که در اروپا به کار برده می‌شد. با این حال بعضی از سلاطین (مثلاً محمود غزنوی و محمدرضا پهلوی) از تاج استفاده می‌کردند.
یک دیدگاهِ کامل دربارهٔ عمامه در آن زمان، از شخصی به نام ابوالاسود ذُؤلی است:
«: در میدان جنگ سپری است، و جلو گرما و سرما و باران را می‌گیرد. انسان را از حوادث حفظ می‌کند و بر قامت می‌افزاید و یکی عادات است»
جاحظ، نیز در آثارش عمامه را بررسی کرده و نوع عمامهٔ هر کسی را وابسته به موقعیت اجتماعی او بیان کرده. جاحظ این تقسیم‌بندی را به تفصیل بیان کرده و گفته خلیفه‌ها یک نوع خاصی عمامه دارند و فقیهان را شکل مخصوصی است و بقال‌ها و بدوی‌ها و صحراگردان و جنگجویان و دیگر طبقات هر یک عمامه‌شان به شکلِ ویژه‌ای می‌باشد.
پوشیدن و بستن عمامه نیز گوناگون است. گاهی پارچه را فقط به دور سر می‌پیچند و زمانی دنبالهٔ آن را به زیر چانه و دور گردن اندازند؛ و نیز ممکن است که یک طرف آن را از جلو و طرف دیگرش را از پشت سر بیندازند و آن را حنک یا تحت‌الحنک گویند و این دو نوع عمامه بستن بیشتر کاربرد داشته و هنوز دارد.
در دورانِ خلافت، عباسی‌ها عمامهٔ سیاه رنگ می‌بستند و آن را نشانه نسبشان می‌دانستند. همچنین در این دوره، اهل کتاب که در پناه اسلام و در دیار مسلمانان زندگی می‌کردند، مجبور بودند لباس اهل ذمه بپوشند؛ مثلاً” هارون الرشید بسال ۱۹۱ ه فرمان داد تا یهودیان و مسیحیانی که در بغداد سکونت دارند لباس مخصوصی داشته باشند، و متوکل در سال ۲۳۵ ه نیز چنین دستور داد. در سال‌های بعد پوشیدن عمامه سیاه و قرمز و زرد رنگ برای اهل ذمه که در مصر اقامه داشته‌اند ضروری بود.

### شیعیان
بارزترین تفاوت عمامه میانِ شیعیان و دیگران، رنگِ آن است. عمامه سفیدرنگ در بین شیعیان نشانه آن است که فرد جزو سادات نیست. اما عمامه سیاه رنگ نشانهٔ سید بودن شخص است. این ترکیب و تقسیم‌بندی امروزه فقط در بین شیعیان و بعضی اهل سنت آسیای میانه رایج است. در میان علمای شیعهٔ ایران عمامه یکی از اجزای لباسشان است، در مدل‌های طبرستانی، قمی، نجفی، عربی و… (بر اساس حالت و اندازه و بستن آن) تقسیم می‌شود. عمامه یک پارچه (به‌طور سنتی از جنس پارچه وال هندی و تایلندی) به دو رنگ سفید یا سیاه و به طول ۶ تا ۱۱ متر است که تا می‌خورد و پیچیده می‌شود و هرچه طول پارچه بیشتر باشد عمامه بزرگتر می‌شود و در باور عموم هر چه عمامه بزرگتر باشد علم و تقوای شخص بیشتر است. سید حسن مدرس، دربارهٔ لباسش گفته‌است:
فردی چون من که عمامه‌اش بالش و عبایش روانداز او است و به لبی نان قانع است هر کجا رود به راحتی زندگی برایش میسر و راحت است.[مدرس قهرمان آزادی، حسین مکی، بنگاه ترجمه و نشر کتاب، تهران ۱۳۵۸]
شیعیان عمامه را «سنت اسلامی» می‌دانند و احادیثی را در این باره به پیامبر و امامان نسبت می‌دهند. از جمله:
 همانا عمامه نشانه صلابت و نیرو و کمالِ عقل است.
 عمامه تاجِ فرشتگان است
 عمامه نشانه تقوا و پاکی و اخلاق و وابستگی کامل به اسلام و مذهب شیعه است.
اما بعضی از علمای شیعه، بستن عمامه را وقت‌هایی خاص مستحب می‌دانند. از جمله حسینعلی منتظری در «کیفیت و احکام نماز عید فطر و قربان» می‌نویسند:
 مسئله ۱۳۸۱- مستحب است در حالی که عمامه سفید بر سر نهاده پیاده و با پای برهنه و با وقار به نماز عید بروند ونماز عید را در صحرا بخوانند، ولی در مکه مستحب است نماز عید در مسجد الحرام خوانده شود.
یا در «نماز جمعه»:
مسئله ۱۳۶۵- مستحب است امام جمعه در حال خطبه عمامه بر سر نهاده و به عصا یا اسلحه تکیه نماید و هنگام اذان روی منبر بنشیند و پیش از شروع خطبه‌ها به حاضرین سلام کند، و بر مستمعین واجب کفایی است که جواب سلام امام را بدهند. (یعنی اگر یک نفر هم جواب بدهد کافی است)
در بین روحانیان به خصوص در ازمنه ماضیه بزرگی و کوچکی عمامه نشان دهنده این بود که فرد چه دوره‌هایی مانند فلسفه و فقه را پشت سر گذاشته‌است.
سید روح‌الله خمینی و دیگران نیز عمامه را برای نمازگزار مستحب می‌دانسته‌اند. وی دربارهٔ «چیزهایی که در لباس نمازگزار مستحب است» می‌نویسد:
مسئله ۸۶۴- چند چیز در لباس نمازگزار مستحب است که از آن جمله است: عمامه با تحت‌الحنک، پوشیدن عبا و لباس سفید و پاکیزه‌ترین لباسها و استعمال بوی خوش و دست کردن انگشتری عقیق.

### ایران
در میانِ بازاریان ایران در دوره‌های پیشین، عمامه‌ها نیز انواعی داشته، عمامهٔ شیر و شکری که زرد و سفید و قلابدوزی شده بود. عامهٔ بازاریان و طبقهٔ متوسط، این عمامه را بر سر می‌گذاشتند. عمامهٔ دیگر سمندر لهب با قلابدوزی و دارای ریشه و منگوله بود که اصطلاحاً به این منگوله‌ها، شرابه می‌گفتند، این عمامه شبیه آنچه تجار هندی بر سر می‌گذارند، بوده‌است. این عمامه با زمینه سفید به تجار و اشخاص معتبر و متمول، تعلق داشته‌است.
شاخص‌ترین مردم در ایران که هنوز از عمامه استفاده می‌کنند، مردم شرق ایران هستند، گرگان و خراسان و کردستان و سیستان و بلوچستان. گروه بعدی، علمای شیعه هستند. یک مرد خراسانی در مناطق مرکزی خراسان دست کم از کمترین پوششی که مخصوص به خود اوست می‌پوشد. کمترین پوشش او معمولاً عمامه است. در بین مردان خراسانی عمامه یک سربند رایج است که به شکل محدود بر سر گذاشته می‌شود.

### ازبکستان و تاجیکستان
در ازبکستان و تاجیکستان نیز بستن عمامه در گذشته رایج بود و امروزه نیز کمتر رواج دارد. یکی از آداب و رسوم روزهای اعیاد در آنجا این بوده که «عوام عمامه‌های نیکو بستن و لباسهای فاخره در بر پوشیده خود را برشان عالمان بر ساکنان عرصه جهان عرصه کردن» بوده‌است.

### دیگران
راهزنان و صحراگردان و کسانی که نمی‌خواستند شناخته شوند تا دشمنان بر آن‌ها دست یابند و امروزه بعضی از تروریست‌ها عمامه می‌بستند و می‌بندند (در شب، سیاه رنگ و روز سفید رنگ) یکطرف آن را همچون نقاب برچهره می‌بستند تا شناخته نشوند.

## سبک‌ها و گونه‌ها

### بر حسب رنگ
- عمامه سیاه برای سادات است.
- عمامه سفید برای عام است.
- عمامه سبز برای علوی‌ها است

### بر حسب کشورها و فرهنگ‌ها
- العمامة العمانیة
- العمامة الاماراتیة

## نگاره‌ها

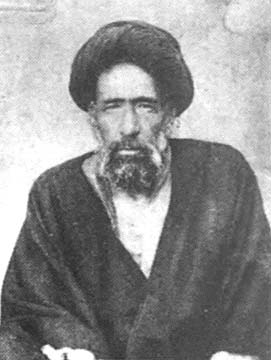
تصویر یک روحانی ایرانی با عمامه (سید حسن مدرس)
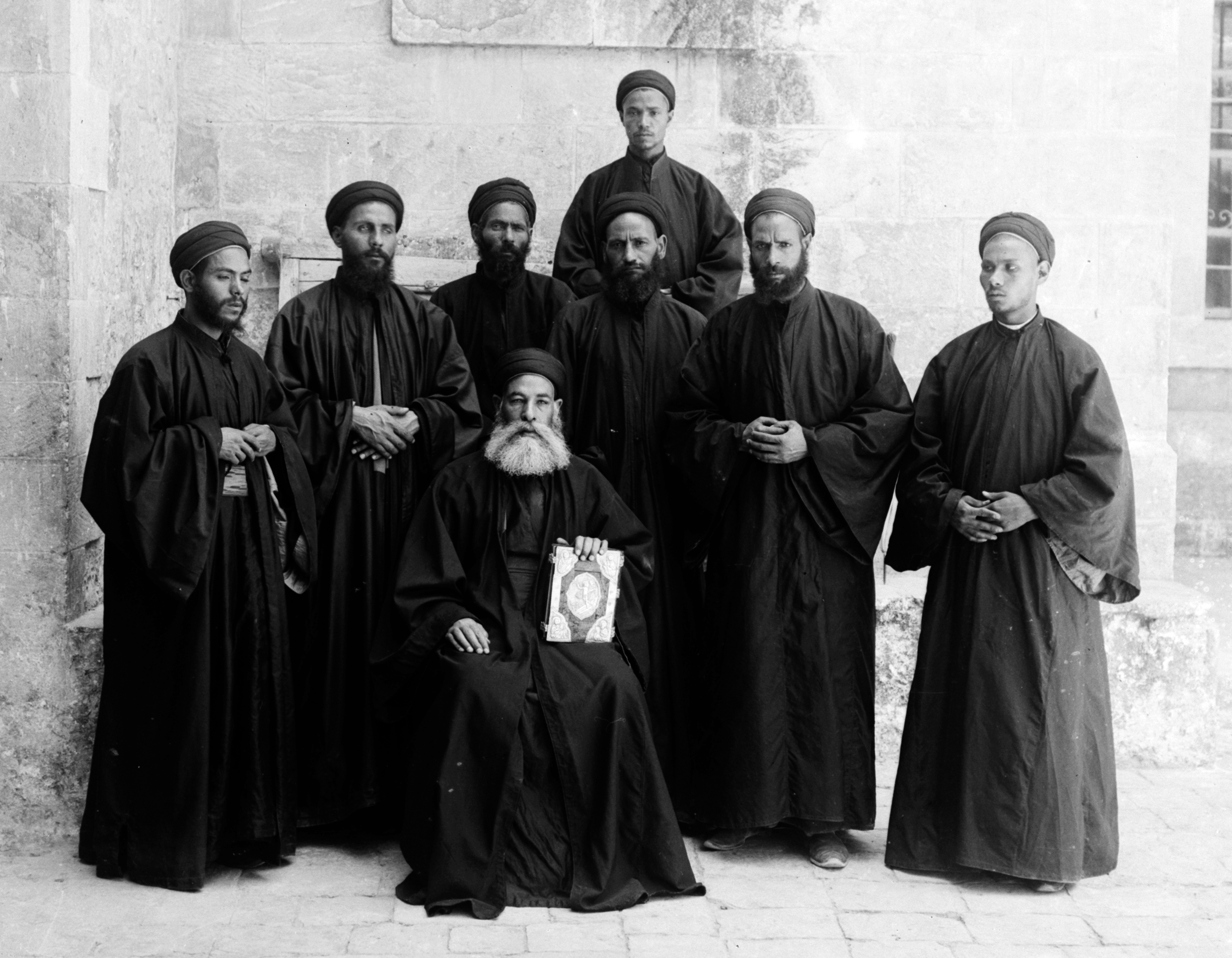
تصویری تاریخی متعلق به حداقل یکصد سال پیش که گروهی از طلاب ارتدکس قبطی را با عبا و عمامه مخصوص مسیحیان قبطی نشان می‌دهد.
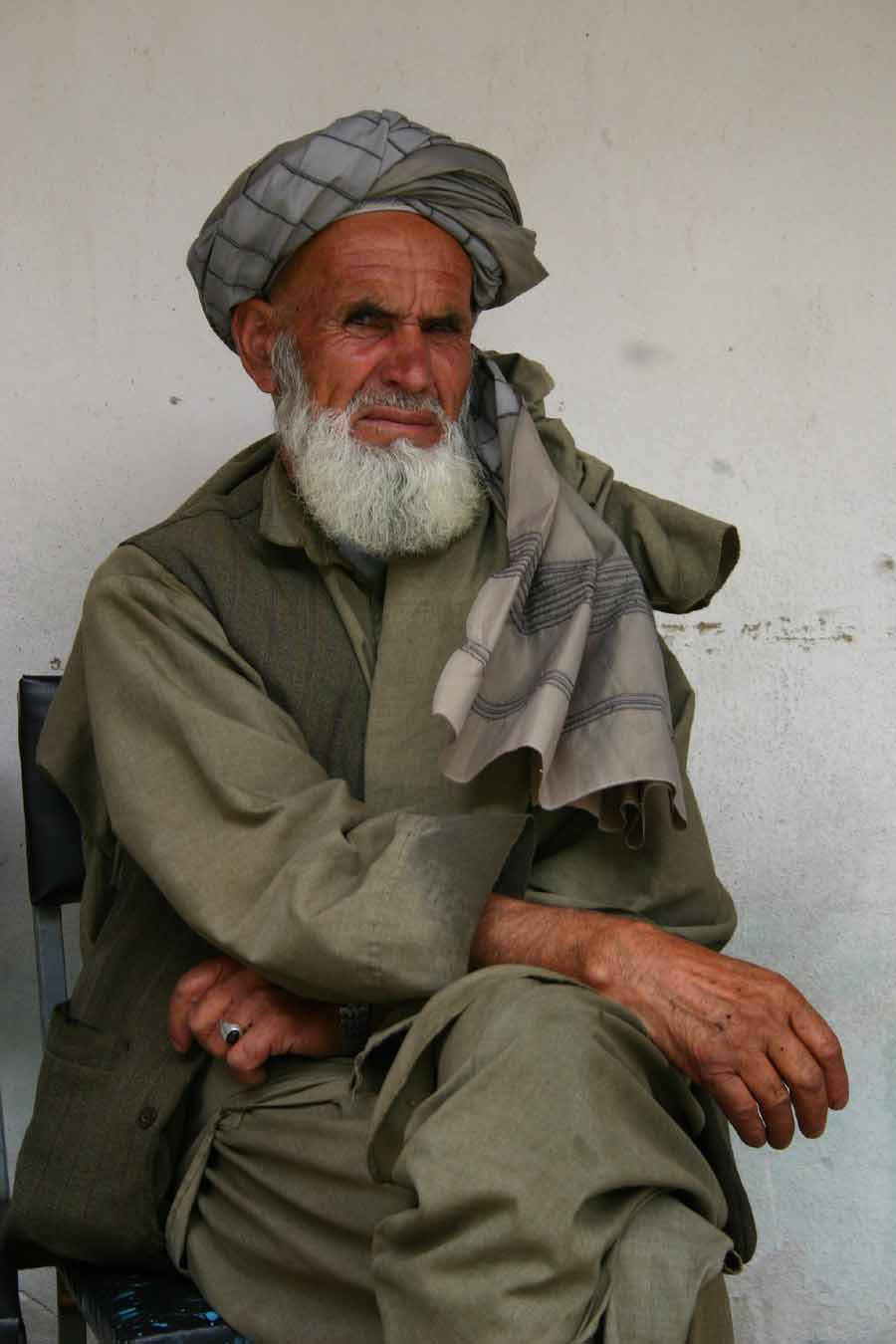
مرد معمم افغانستانی
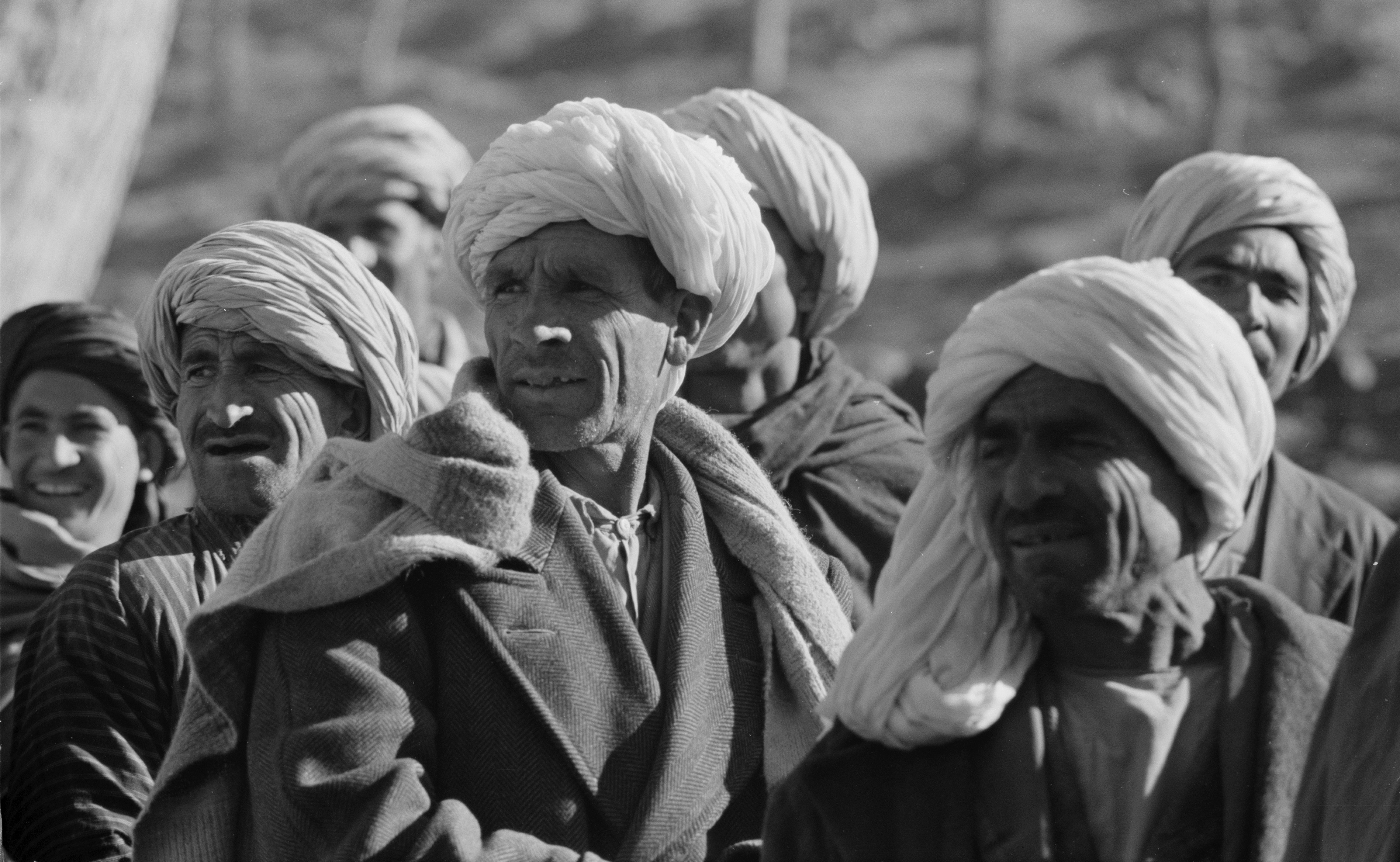
مردان افغانستانی
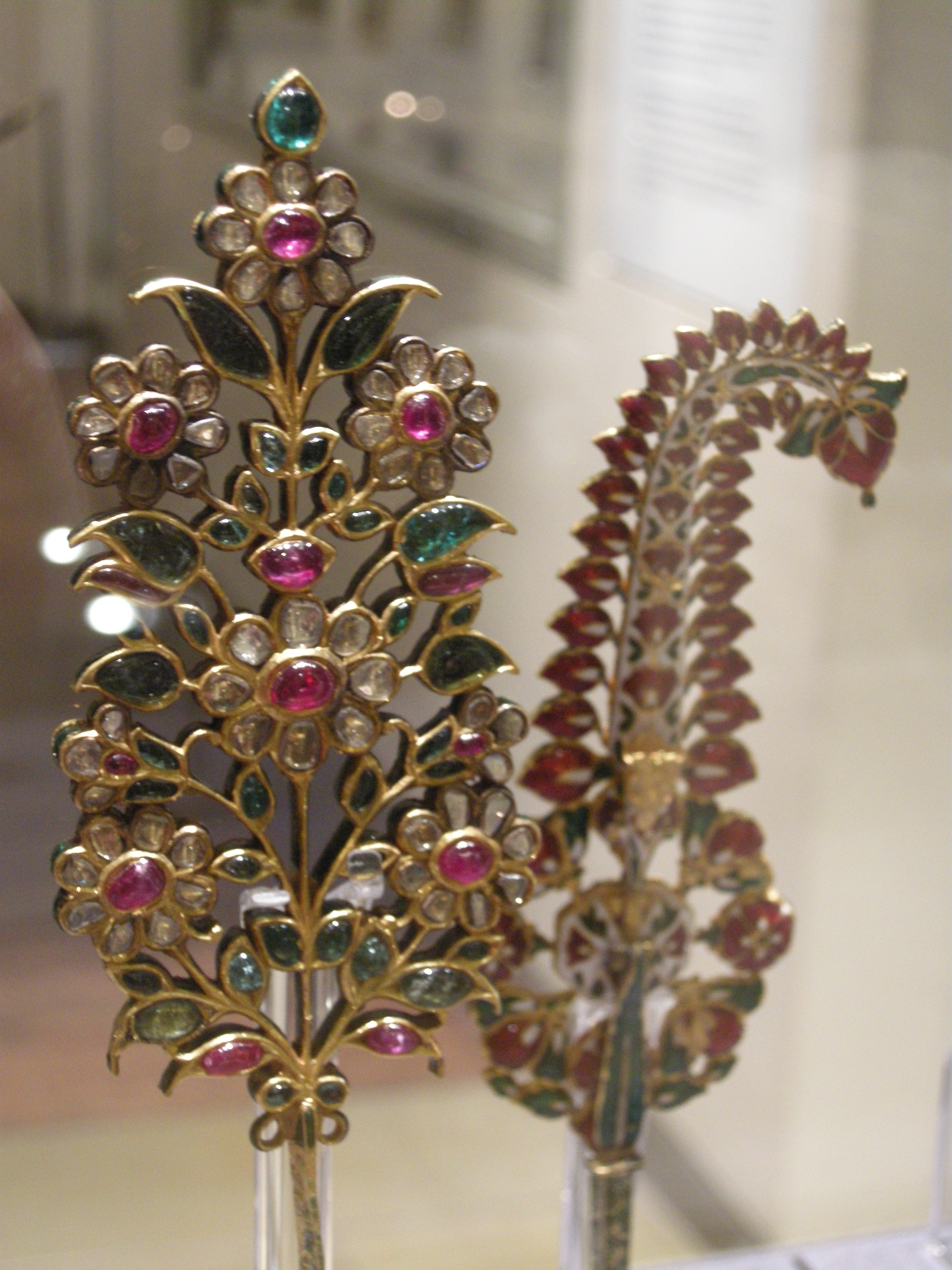
زیورآلاتی که برای تزیین عمامه به کار می‌رفته‌است.
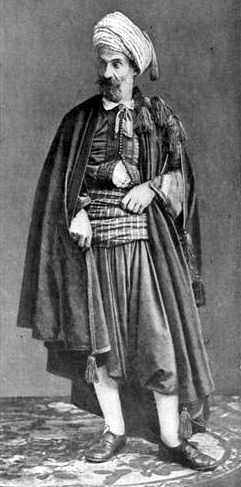
یک یهودی الجزائری با عمامه.
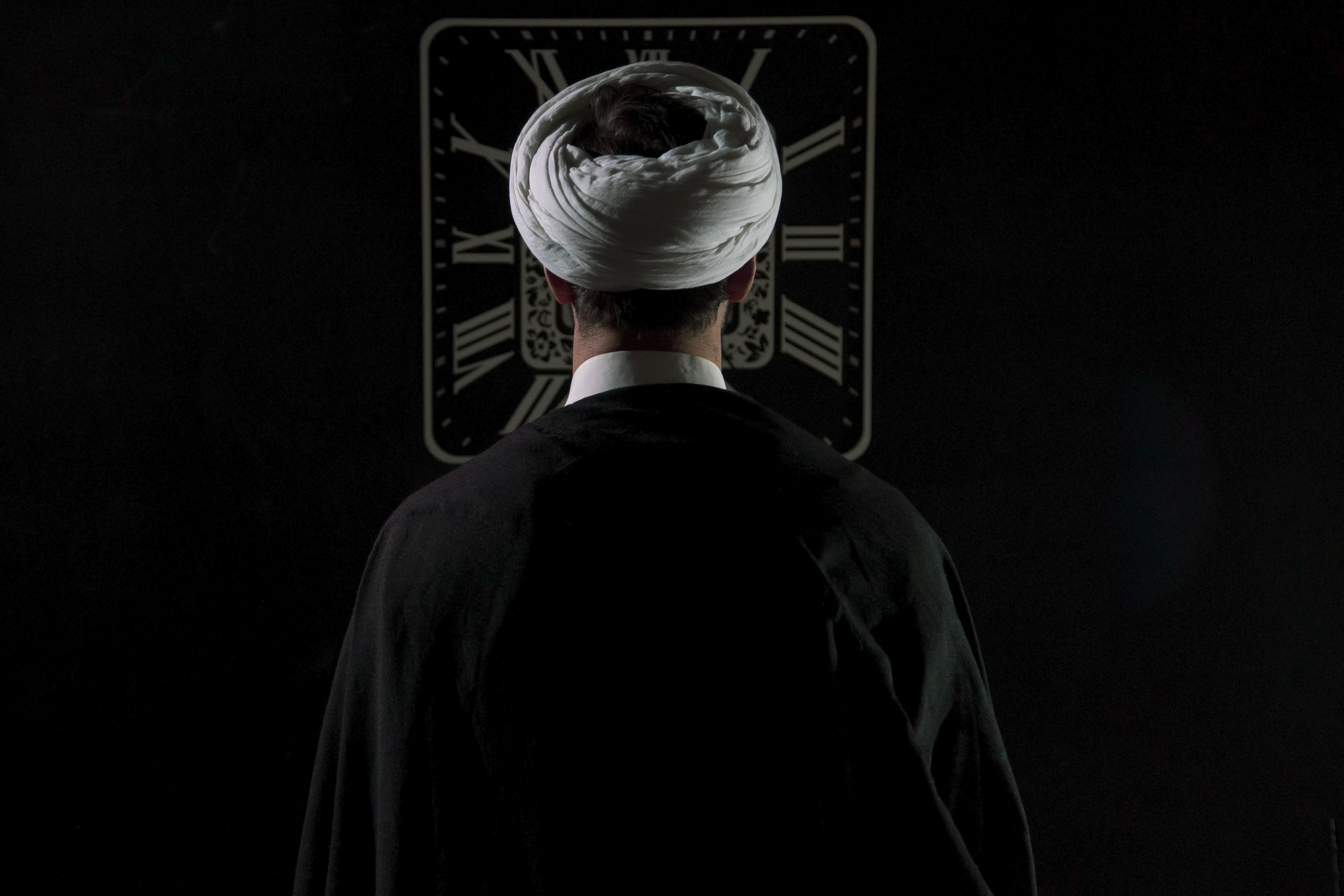
نمایی از عمامه یک روحانی شیعه (از پشت)